# Groß Parin
Groß Parin ist ein Ortsteil der Stadt Bad Schwartau im Kreis Ostholstein, Schleswig-Holstein, mit etwa 800 Einwohnern.
Groß Parin war ursprünglich eine eigenständige Gemeinde, wurde 1934 eingemeindet, bewahrte aber seinen dörflichen Charakter und ist nicht nahtlos mit Bad Schwartau verwachsen.
Von der Bedeutung der Landwirtschaft in Groß Parin zeugen die noch vorhandenen Bauernhöfe und -häuser.
Das älteste Gebäude – ein eingeschossiges Haus mit Krüppelwalmdach – stammt aus dem Jahr 1597.

## Historisches

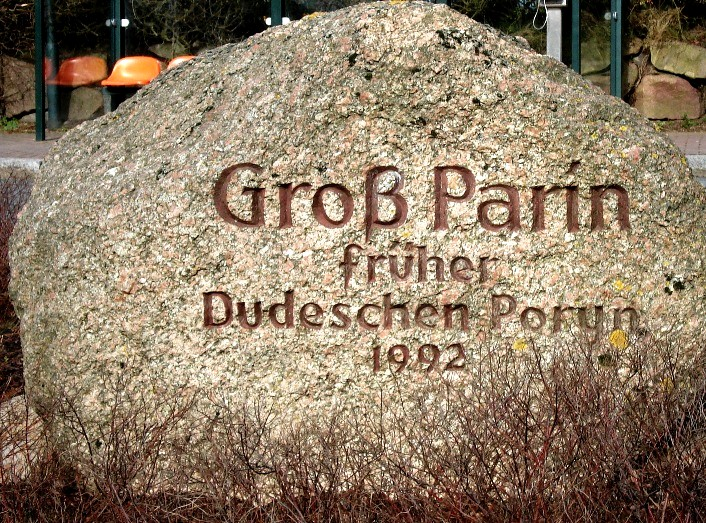
Gedenkstein an den früheren Namen des Dorfes Groß Parin

Der Name „Parin“ leitet sich von einem wendischen Ausdruck ab, der als „am Bach“ oder „am Sumpf (gelegen)“ gedeutet wird.
Das Dorf geht auf eine wendische Siedlung zurück.
Nach der Eroberung Wagriens 1138/39 durch die Holsten kam es zu Bevölkerungswanderungen, die ansässigen Wenden gaben ihre Siedlungen zum Teil auf. Sie wanderten einige Kilometer weiter nach Westen und gründeten ein neues Dorf, das ebenfalls „Poryn“ benannt wurde. Um die beiden Siedlungen zu unterscheiden, wurde die ältere Siedlung als „Dudeschen (deutsches) Poryn“, die neuere Siedlung als „Wendischen (wendisches) Poryn“ bezeichnet.
Nach der Vermischung der Bevölkerung im Laufe der Jahrhunderte hatten diese Namen ihre Bedeutung verloren und aus dem „Dudeschen“ wurde „Groß“ Parin und aus dem „Wendischen“ „Klein“ Parin.
- 1326 wurde Groß Parin zum ersten Mal urkundlich erwähnt.
- 1337 wurde das Dorf an den Lübecker Bischof verkauft und über das Jagdgut Hobbersdorf verwaltet.
- 1586 ging Groß Parin als Gegenleistung eines Vertrages in den Besitz des Lübecker Domkapitels über.
- 1804 wurde Groß Parin nach Aufhebung des Lübecker Domkapitels Teil des Fürstentum Lübeck  (Herrschaftsbereich der (Groß)herzöge von Oldenburg, wodurch es von 1810 bis 1814 als Exklave des Départements des Bouches de l’Elbe zu Frankreich gehörte).
- 1934 wurde Groß Parin nach Bad Schwartau eingemeindet.
- Am 1. April 1937 wurde Bad Schwartau mit seinem Ortsteil Groß Parin durch das Groß-Hamburg-Gesetz als Kreis Eutin der Provinz Schleswig-Holstein des Landes Preußen eingegliedert.

### Reste einer Burganlage
(53° 56′ 17,5″ N, 10° 41′ 33,7″ O)
Auf dem Gelände des Pariner Hofes, das nicht öffentlich zugänglich ist, befinden sich die Reste einer Burganlage aus dem 13. Jahrhundert. Sie wurde von den Rittern Siegfried und Otto von Buchwald errichtet. Dabei handelt es sich um die Reste des Burghügels einer Motte (Turmhügelburg) (sowie Wall- und Grabenreste) mit einem Durchmesser von etwa 20 Metern. Sie ist als Bodendenkmal geschützt.
Siehe auch: Liste deutscher Turmhügelburgen

### Bismarck-Eiche
In Groß Parin wurde am Weg zum Pariner Berg (vor der ehemaligen Schule) 1895 zu Ehren von Otto von Bismarck eine Eiche gepflanzt. Der Stein vor der Eiche trägt die Inschrift „BISMARCK“ und „1895“.

### Bismarcksäule
Etwas außerhalb von Groß Parin auf dem Pariner Berg (72 m) befindet sich die Bismarcksäule, die einen sehr schönen Ausblick auf die Umgebung bis Lübeck, Neustadt, die Lübecker Bucht (Ostsee) und die Hügellandschaft der Holsteinischen Schweiz gewährt. Am Denkmal befindet sich eine Gaststätte.

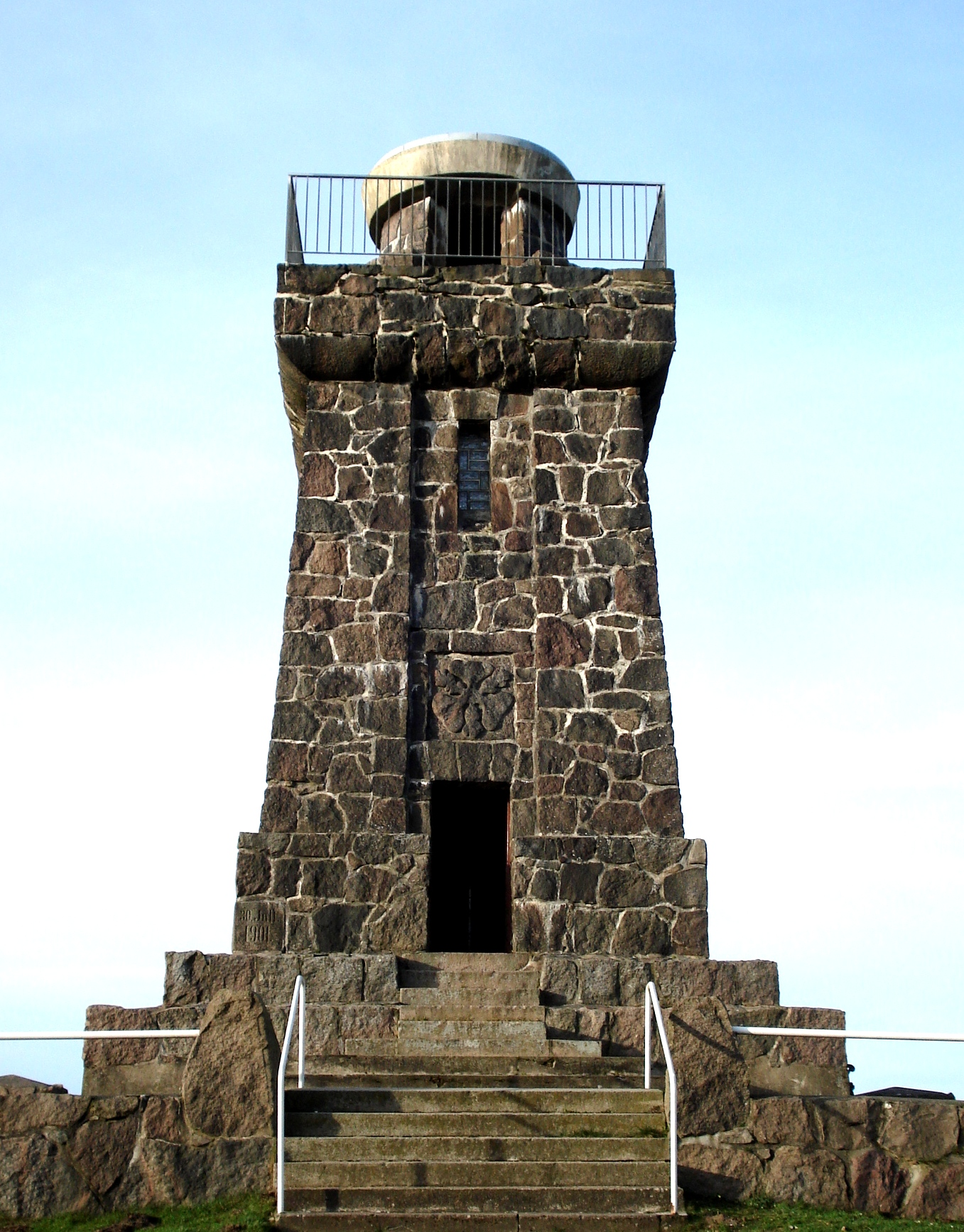
Die Bismarcksäule auf dem Pariner Berg
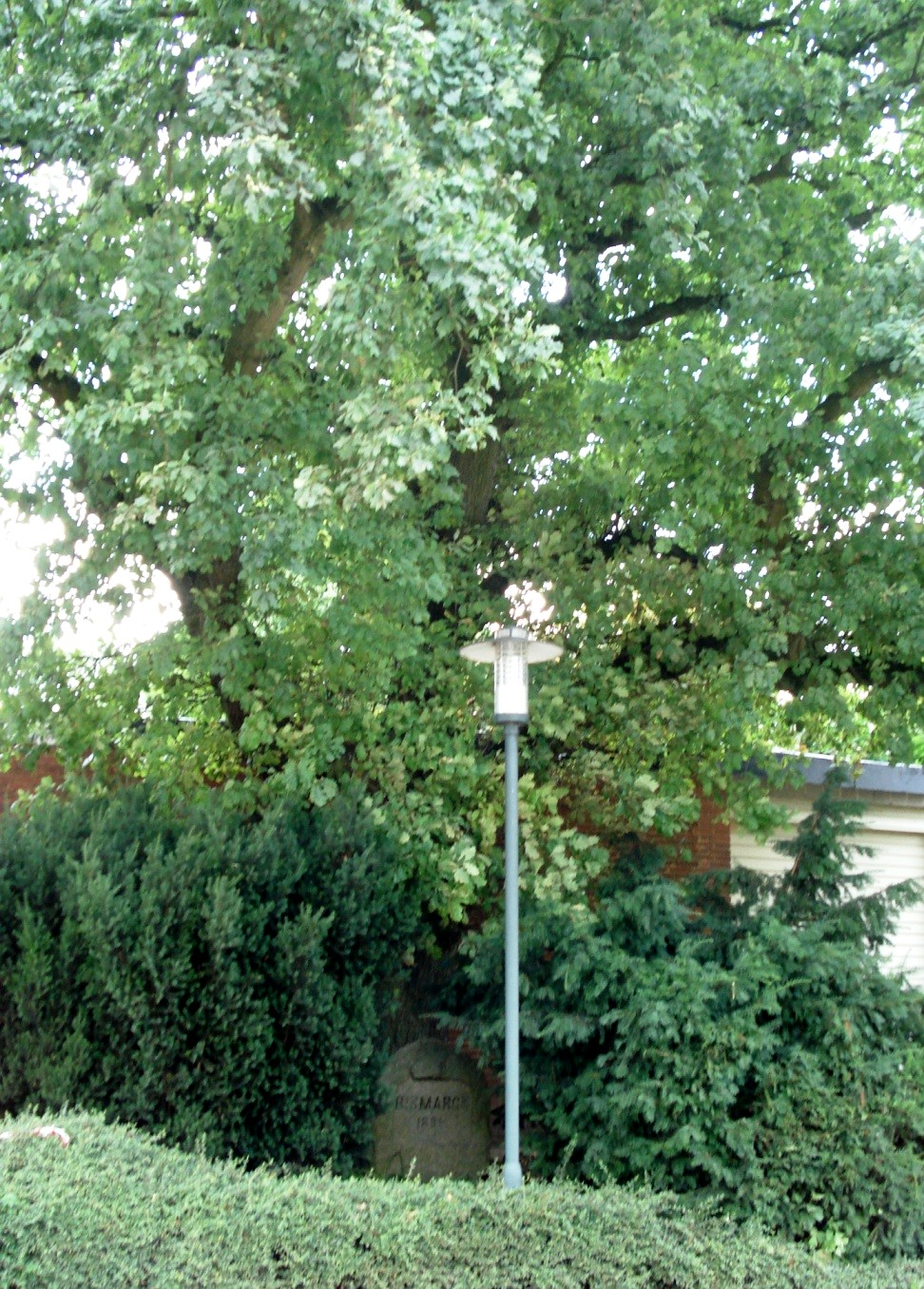
Die Bismarck-Eiche in Groß Parin
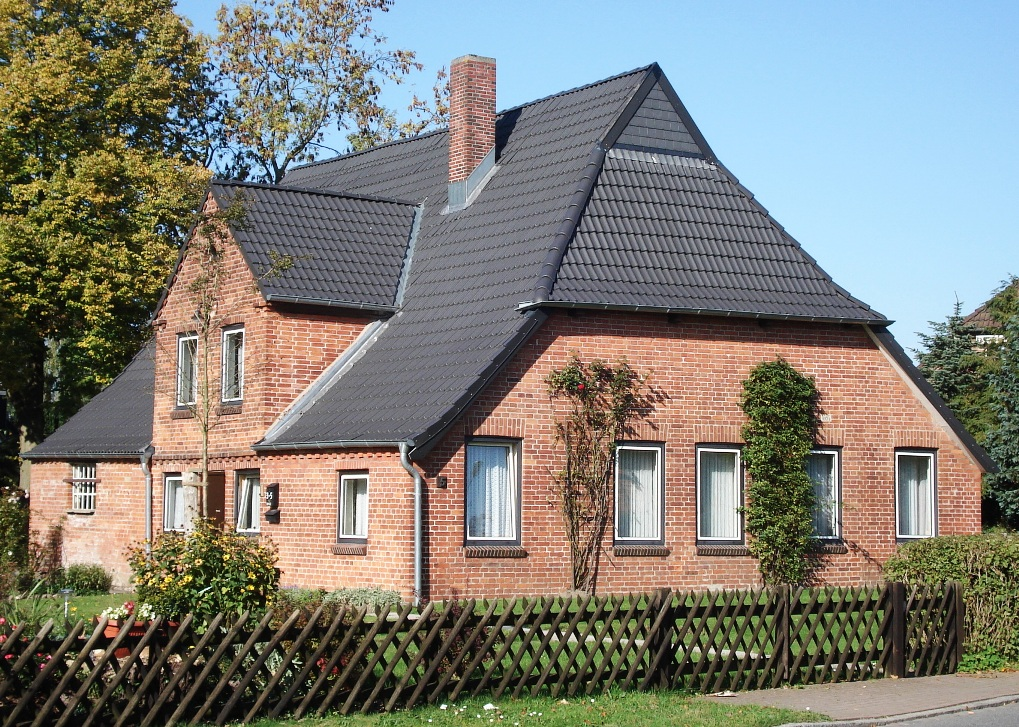
Das älteste Haus in Groß Parin – von 1597
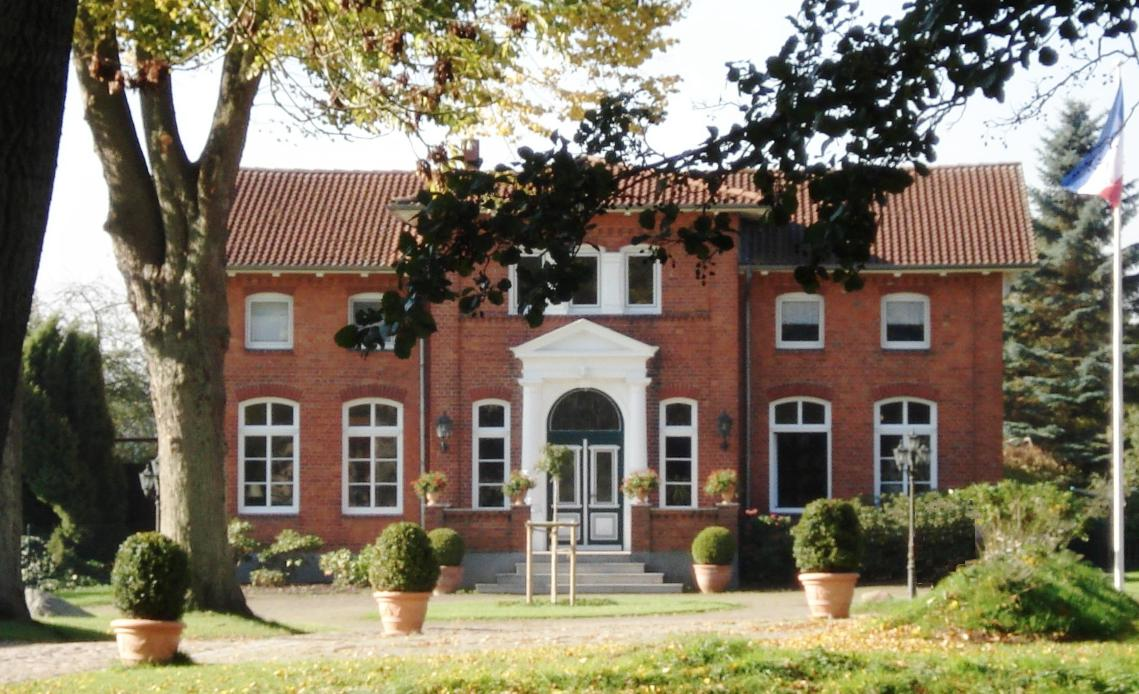
Haus des Pariner Hofs – ehemals das Haus von Rudolf Carsten
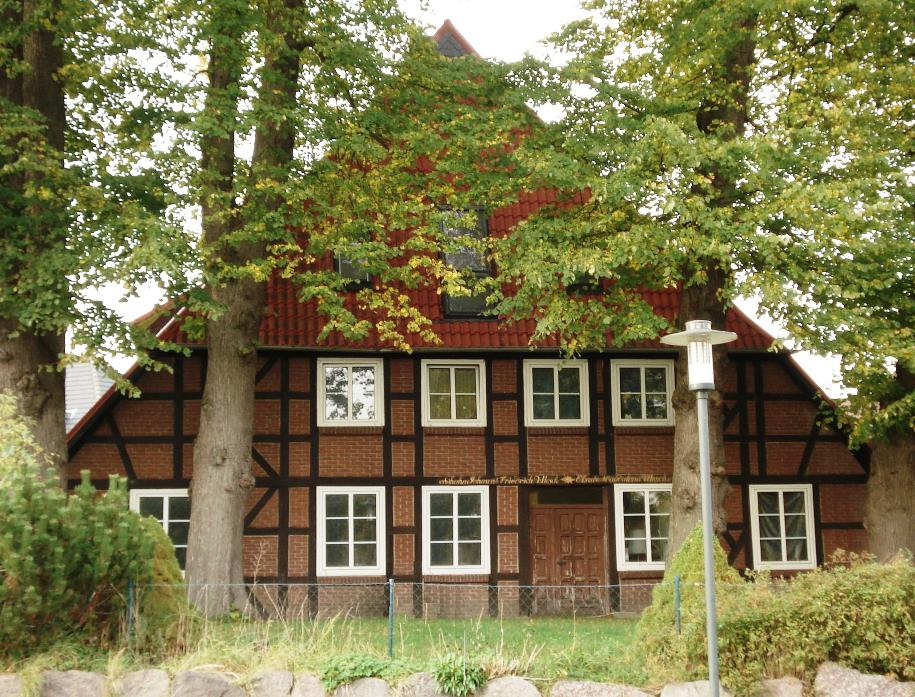
Altes Fachwerkhaus in Groß Parin
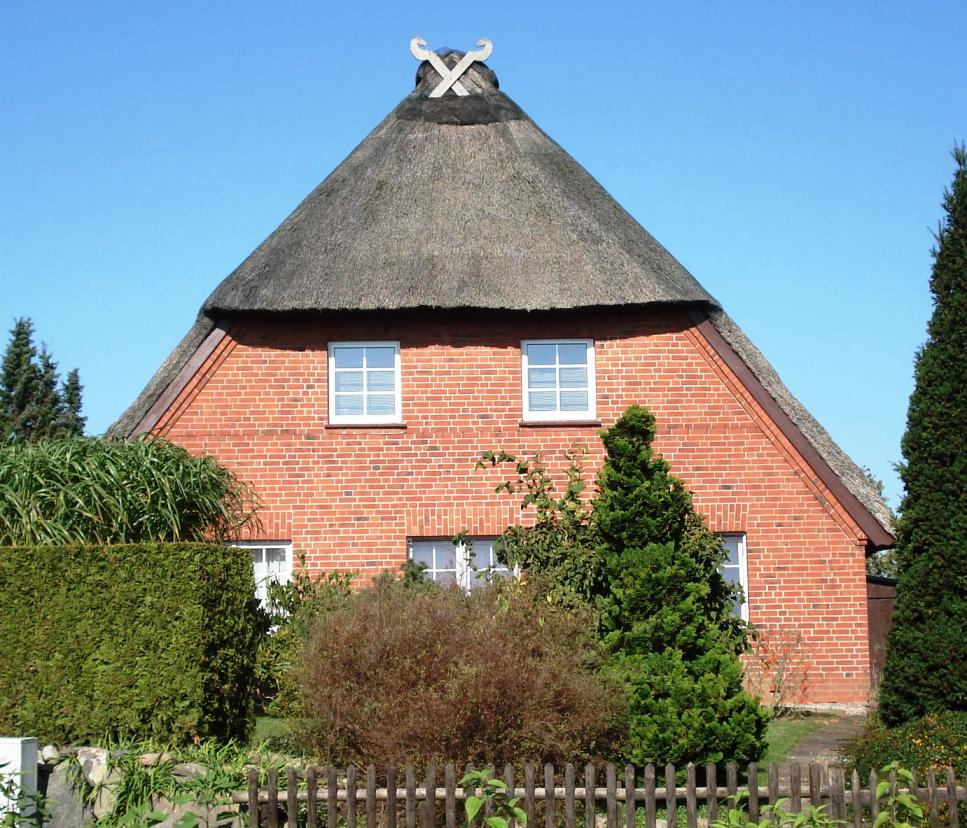
Altes Reetdachhaus in Groß Parin

## Verkehr
Groß Parin liegt in der Nähe der Autobahn A1 an der Kreisstraße 34 nördlich von Bad Schwartau und ist mit den Bussen des Stadtverkehr Lübeck gut zu erreichen.
Der nächste Bahnhof befindet sich in Bad Schwartau.

## Freizeit und Erholung
Groß Parin liegt ruhig im ländlich geprägten Raum am Südrand der Holsteinischen Schweiz. Die Ostsee sowie die Hansestadt Lübeck sind schnell erreichbar.
Für (Wald-)Wanderungen bietet sich der östlich Groß Parins gelegene Riesebusch an.

## Sonstiges
Nach seiner Herkunft aus Groß Parin ist die Apfelsorte Roter Pariner benannt. Es ist eine nur im Raum Lübeck vorkommende alte Winterapfelsorte mit roter Haut und weißem Fruchtfleisch.